# Раштон
Хребет Раштон (тадж. Қаторкӯҳи Раштон) (до 31 липня 2023 року — Каратегінський хребет) — гірський хребет на Памірі в Таджикистані, південний відріг Гісарського хребта. Розташований уздовж лівого берега річки Кафірніган.
Протяжність хребта становить близько 80 км, максимальна висота — 3950 м. Хребет складний головним чином гранітами. На схилах — пирійні степи, чагарники та луки.